# Гарвел (Іллінойс)
Гарвел (англ. Harvel) — селище (англ. village) в США, в окрузі Крістіан штату Іллінойс. Населення — 178 осіб (2020).

## Географія
Гарвел розташований за координатами 39°21′28″ пн. ш. 89°31′56″ зх. д. / 39.35778° пн. ш. 89.53222° зх. д. (39.357664, -89.532280).  За даними Бюро перепису населення США в 2010 році селище мало площу 1,87 км², уся площа — суходіл.

## Демографія
Згідно з переписом 2010 року, у селищі мешкали 223 особи в 96 домогосподарствах у складі 58 родин. Густота населення становила 119 осіб/км².  Було 116 помешкань (62/км²).
Расовий склад населення:
| - 100,0 % — білих |

До двох чи більше рас належало 0,0 %. Частка іспаномовних становила 0,0 % від усіх жителів.
За віковим діапазоном населення розподілялося таким чином: 22,9 % — особи молодші 18 років, 61,4 % — особи у віці 18—64 років, 15,7 % — особи у віці 65 років та старші. Медіана віку мешканця становила 39,2 року. На 100 осіб жіночої статі у селищі припадало 97,3 чоловіків;  на 100 жінок у віці від 18 років та старших — 100,0 чоловіків також старших 18 років.
Середній дохід на одне домашнє господарство  становив 49 540 доларів США (медіана — 40 556), а середній дохід на одну сім'ю — 65 298 доларів (медіана — 56 250). За межею бідності перебувало 11,5 % осіб, у тому числі 22,7 % дітей у віці до 18 років та 0,0 % осіб у віці 65 років та старших.
Цивільне працевлаштоване населення становило 79 осіб. Основні галузі зайнятості: освіта, охорона здоров'я та соціальна допомога — 24,1 %, роздрібна торгівля — 11,4 %, мистецтво, розваги та відпочинок — 11,4 %.